# Stazione di Lubiana Vodmat
La stazione di Lubiana Vodmat (in sloveno Železniško postajališče Ljubljana Vodmat) è una stazione ferroviaria posta sulla linea ferroviaria Lubiana-Metlika. Serve il comune di Lubiana ed è situata nei pressi dell'ex insediamento di Vodmat, il distretto di Moste e l'insediamento di Kodeljevo.